# Neknominate
Neknominate hay thách nốc rượu còn gọi là trào lưu thi uống rượu trên các mạng xã hội, theo đó những người tham gia NekNomination (ngữa cổ nốc rượu), còn gọi là neck nominate một từ ghép giữa neck (uống nhanh/nốc một ngụm) và nominate (chỉ định tên hay đề cử) sẽ phải uống trọn một hỗn hợp nước có cồn nào đó chỉ trong một ngụm và ghi hình lại, sau đó tải lên mạng xã hội như Facebook hay YouTube. Sau khi uống xong, người tham gia sẽ chỉ định (nominate) hai hoặc ba người kế tiếp làm theo thử thách này trong vòng 24 giờ.

## Tổng quan
Neknominate được cho là bắt nguồn từ Úc nhưng đã lan ra toàn cầu. Nhiều người đã tạo ra những thách thức nguy hiểm hơn bằng việc uống các hỗn hợp nước kỳ quái hoặc uống rượu trong những tình huống éo le, Có người có uống rượu trộn với thức ăn cho chó, dầu mazut và cá vàng còn sống, có người uống nước đổ vào bồn cầu, hoặc quăng xác chuột chết vào hỗn hợp nước mình định uống. Trò chơi này đã bị chỉ trích vì sự nguy hiểm nó đặt ra cho người tham gia. Năm người được cho là đã chết do trào lưu này.